# Сорочий Мост
Соро́чий Мост — деревня в составе Зареченского сельского поселения Новосильского района Орловской области России (по состоянию на 04.09 2024).

## География
Расположена на правом берегу реки Зуши по обеим сторонам автодороги Новосиль — Верховье в 2 км от районного центра, в 3 км от сельского административного − Заречья.

## Название
Предположений о названии может быть несколько. Одно из них — название получено от прозвища человека, имеющего отношение к строительству моста через реку.

## История
В писцовой книге новосильских стрелецких и казачьих слобод за 1648 год записано: «… от реки от Зуши и от Сорочя мосту, а от моста, что поставлен на ростенах направо земли Стрелецкие …». В 5-й ревизской сказке (1795 год) Новосильской округи Тульского наместничества указано, что деревня вновь поселённая, жители которой по предыдущей ревизии (1763 год) числились пушкарями города Новосиля. Скорее всего селение после первоначального своего образования было уничтожено во время одного из набегов крымских татар на Новосильские земли и заселено вновь, выселенными из Новосильской крепости казаками после упразднения казачества и указа Петра I от 1715 года. В «Городах и селениях Тульской губернии …» за 1857 год упомянута как деревня «Сорочий Мост» при реке Зуше, населённая казёнными (государственными) крестьянами. Относилась к приходу Николаевской церкви города Новосиля. В 1915 году в деревне насчитывалось 61 крестьянских дворов.

## Население
| 1857 | 1859 | 1915 | 2010 |
| ---- | ---- | ---- | ---- |
| 198  | ↗226 | ↗427 | ↘85  |